# フリー・ウィリー2
『フリー・ウィリー2』（Free Willy 2: The Adventure Home）は、1995年のアメリカ合衆国のファミリー映画。ジェイソン・ジェームズ・リクター主演。1993年に公開された『フリー・ウィリー』の続編である。主題歌は前作に引き続きマイケル・ジャクソンが提供しており、本作ではChildhoodが使用されている。
ケイコはウィリー役としてクレジットされているが、劣悪な環境で飼育され続け健康状態が悪化していたケイコを、オレゴン・コースト水族館へ移してリハビリを行う計画が立てられていたため、本作のウィリー出演部分はアニマトロニクスが用いられている。

## ストーリー
グリーンウッド家の一員として生活を送っていたジェシーは、ドワイトからニューヨークに住んでいた本当の母親が亡くなったことを知らされる。彼女は身元を隠していたため、どこに住んでいるかは亡くなるまで分からなかった。さらに弟もいることも判明し、引き取り先が決まるまでグリーンウッド家で預かることをグレンから話される。その弟エルヴィスと打ち解けるため、ジェシーたちは家族でシャチの観察ポイント近くのキャンプ場を訪れる。
キャンプ場で久しぶりにランドルフと会ったジェシーは、彼に連れられシャチを観察しに行く。そこでジェシーは、ランドルフの助手のネイディーンと知り合う。船に乗ったジェシーは、ランドルフからウィリーの鳴き声を録音したテープを聞き彼が海で元気に暮らしていることを確認し、船からウィリーの親子が元気に泳ぎ回っている姿を見て水族館から逃がしたことは正しかったと実感する。

## キャスト
| 役名                     | 俳優                             | 日本語吹替 | 日本語吹替   |
| 役名                     | 俳優                             | ソフト版   | テレビ朝日版 |
| ------------------------ | -------------------------------- | ---------- | ------------ |
| ジェシー・グリーンウッド | ジェイソン・ジェームズ・リクター | 藤田大助   | 阪口大助     |
| エルヴィス               | フランシス・キャプラ             | 二見一樹   | 坂本千夏     |
| ネイディーン             | メアリー・ケイト・シェルハート   | 高橋千代美 | 坂本真綾     |
| グレン・グリーンウッド   | マイケル・マドセン               | たかお鷹   | 江原正士     |
| アニー・グリーンウッド   | ジェイン・アトキンソン           | 藤生聖子   | 高島雅羅     |
| ランドルフ・ジョンソン   | オーガスト・シェレンバーグ       | 中庸助     | 小林修       |
| ドワイト                 | ミケルティ・ウィリアムソン       | 仲野裕     | 牛山茂       |
| ケイト・ヘイリー         | エリザベス・ペーニャ             |            |              |
| ジョン・ミルナー         | ジョン・テニー                   |            |              |
| ビル・ウィルコックス     | M・エメット・ウォルシュ          |            |              |

- ウィリー：ケイコ / 声 - フランク・ウェルカー

- テレビ朝日版：初回放送1998年11月22日『日曜洋画劇場』

この放送の前週に解説者の淀川長治が死去したため解説が廃止された。

## スタッフ
- 監督：ドワイト・H・リトル
- 脚本：カレン・ジャンツェン、コーリー・ブレックマン、ジョン・マットソン
- 原案：キース・ウォーカー
- 製作：ジェニー・ルー・トゥジェンド、ローレン・シュラー・ドナー
- 製作総指揮：リチャード・ドナー、アーノン・ミルチャン、ジム・ヴァン・ウィック
- 撮影監督：ラズロ・コヴァックス
- プロダクションデザイナー：ポール・シルバート
- 編集：ロバート・ブラウン、ダラス・プエット
- 衣裳デザイン：エリカ・エデル・フィリップス
- 音楽：ベイジル・ポールドゥリス
- 主題歌：マイケル・ジャクソン 「Childhood」
- アニマトロニックデザイナー/オペレーター：タイ・ボイス
- 日本語字幕：古田由紀子
- ソフト版吹替

翻訳：小寺陽子
演出：加藤敏
編集：オムニバス・ジャパン
調整：田中和成
製作：ワーナー・ホーム・ビデオ、東北新社
- テレビ朝日版吹替

翻訳：荒木小織
演出：木村絵理子
調整：熊倉亨
効果：リレーション
製作：東北新社
プロデューサー：松田佐栄子